# 阿唐斯 (吉马良斯)
阿唐斯是葡萄牙布拉加区的一个堂区。总面积6.79平方公里，总人口2026人，人口密度298.4人/平方公里。